# Cyclopoliarus pirata
Cyclopoliarus pirata är en insektsart som beskrevs av Ronald Gordon Fennah 1971. Cyclopoliarus pirata ingår i släktet Cyclopoliarus och familjen kilstritar. Inga underarter finns listade i Catalogue of Life.